# Laginha Futebol Clube
Laginha Futebol Clube é uma agremiação esportiva de Petrópolis. Em 2019 disputou o Campeonato Petropolitano de Futebol.

## História
O clube disputa o Campeonato Petropolitano de Futebol.

## Estatísticas

### Participações
| Competição               | Temporadas | Melhor campanha               | Estreia | Última | P | R |
| ------------------------ | ---------- | ----------------------------- | ------- | ------ | - | - |
| Campeonato Petropolitano | ?          | Desconhecido (Diversas vezes) | Anos 70 | 2019   | – | – |